# Краснослободская волость (Трубчевский уезд)
Краснослобо́дская волость — административно-территориальная единица в составе Трубчевского уезда.
Административный центр — село Красная Слобода.
Волость образована в ходе реформы 1861 года; являлась одной из крупнейших волостей уезда, уступая по площади лишь Пролысовской волости. 87% территории было занято лесом.
В июне 1917 года из южной части Краснослободской волости образована новая Суземская волость.
В 1918—1920 годах из Краснослободской волости временно выделялась также Кокоревская волость.
В 1924 году, с расформированием Трубчевского уезда, Краснослободская волость была передана в Севский уезд. В мае того же года волость была упразднена, а её территория включена в состав Суземской волости.
Ныне вся территория бывшей Краснослободской волости входит в Суземский район Брянской области.

## Административное деление
В 1920 году в состав Краснослободской волости входили следующие сельсоветы: Денисовский, Кокоревский, Краснослободский, Мальцевский, Смелижский, Тарасовский, Теребушкинский, Черневский, Чухраевский.